# Günther Victor van Schwarzburg
Günther Victor (Rudolstadt, 21 augustus 1852 – Sondershausen, 16 april 1925) was van 1890 tot 1918 vorst van Schwarzburg-Rudolstadt en van 1909 tot 1918 ook van Schwarzburg-Sondershausen.
Als zoon van prins Adolf van Schwarzburg-Rudolstadt volgde hij op 20 januari 1890 zijn achterneef George Albert op als vorst van Rudolstadt. Hij trad op 9 december 1891 in het huwelijk met Anna van Schönburg-Waldenburg (1871-1951).
Toen met de kinderloze dood van vorst Karel Günther van Schwarzburg-Sondershausen de linie Sondershausen in 1909 uitstierf, kwam ook dit vorstendom in overeenstemming met de erfopvolgingsverdragen van 1713 en 1896 aan Günther Victor. Hij regeerde zijn twee staten in personele unie als vorst van Schwarzburg.
In de Novemberrevolutie na de Eerste Wereldoorlog weigerde hij aanvankelijk af te treden, daar hij meende dat afschaffing van de monarchie ongrondwettig zou zijn. De SPD-meerderheid in de landdag was voor dit argument echter niet gevoelig. Günther Victor trad, als allerlaatste Duitse vorst, op 23 november 1918 in Rudolstadt en op 25 november in Sondershausen af. Hem werd toegestaan het Slot Schwarzburg als zomerresidentie te behouden. De twee vorstendommen werden in 1919 tot vrijstaten verklaard en gingen in 1920 op in de Vrijstaat Thüringen. Gunther Victor stierf op 16 april 1925 te Sondershausen.
Hij was gehuwd met Anna Luise van Schönburg-Waldenburg; het echtpaar had geen kinderen. Hij stelde te harer ere in 1915 het Ereteken van Anna-Luise in. In 1912 had hij al een Orde van Verdienste voor Kunst en Wetenschap ingesteld.